# Takách Gáspár
Takách Gáspár (Budapest, 1946. január 15. – ) osztályvezető főorvos, szakterülete szerint pszichiáter, neurológus, addiktológus és pszichoterapeuta.

## Élete
Gimnáziumi tanulmányait a Toldy Ferenc Gimnáziumban végezte, majd orvosdoktori diplomát szerzett a Semmelweis Orvostudományi Egyetemen 1971-ben. Szakorvosi képesítéssel rendelkezik pszichiátriából (1975), neurológiából (1978), addiktológiából (1992), pszichoterápiából (1994) és pszichiátriai orvosi rehabilitációból (2004). Dolgozott általános pszichiátriai osztályokon, majd az utóbbi évtizedeken keresztül az alkohológia- és a narkológia szakterületén osztályvezető főorvosként. 1978-tól 1985-ig a Fővárosi Kijózanító Állomásra   épülve a Róbert Kórházban Alkohológiai Osztály létesült szomato-, és pszichoterápiás részleggel, munkaterápiás foglalkoztatóval, nappali-, és éjszakai szanatóriummal. 1986 és 1988 között elindította a Pomázi Munkaterápiás Intézet Kiskovácsi Kórházában a II. Pszichiátriai Rehabilitációs osztályt. 1983-tól az Alkohológiai Tudományos Módszertani Központ igazgató helyettese, később igazgatója, 1985-től 1988-ig pedig az ebből alakult Országos Alkohológiai Intézet igazgató főorvosa. 1988-tól az Országos Pszichiátriai és Neurológiai Intézet orvosa, ahol megszervezte előbb a Drog-pszichoterápiás-, majd 1992-ben az ebből létesült Addiktológiai Osztály működését, amely a szenvedélybetegek
ellátása, a szenvedélybetegségek oktatása és kutatása terén országos módszertani bázisként működött. Később a Szent István- és Szent László Kórház-ban folytatta munkáját, 2008-tól pszichiáter-addiktológus osztályvezető főorvosként. 
Alapító és vezetőségi tagja a Magyar Pszichiátriai-, és a Magyar Fitoterápiás Társaságnak, tagja a Magyar Ideg- és Elmeorvosok-, a Narkológiai-,
valamint az Addiktológiai Társaságnak, az International European Drug Abuse Treatment Training szervezetnek, elnöke a „Józan Élet” Egészség- és  Családvédők Országos Szövetségének elnöke.

## Művei, gondolatai
- Miért ne igyunk... sokat – Alkoholizmus, SubRosa Kiadó, Budapest, 1995, ISBN 963-8354-45-3
- A drog – Megelőzés, felismerés, rehabilitálás, SubRosa Kiadó, Budapest, 1995, ISBN 963-8354-97-6
- Az ember képes átírni a sorskönyvét – Takách Gáspár addiktológussal beszélget Dutka Judit, Kairosz Kiadó, Budapest, 2011, ISBN 978-963-662-480-4